# Square Jean-Paul-Laurens
Le square Jean-Paul-Laurens est une voie du 16e arrondissement de Paris, en France.

## Situation et accès
Le square Jean-Paul-Laurens est une voie privée située dans le 16e arrondissement de Paris. Il débute au 31, rue de l'Assomption et se termine en impasse.

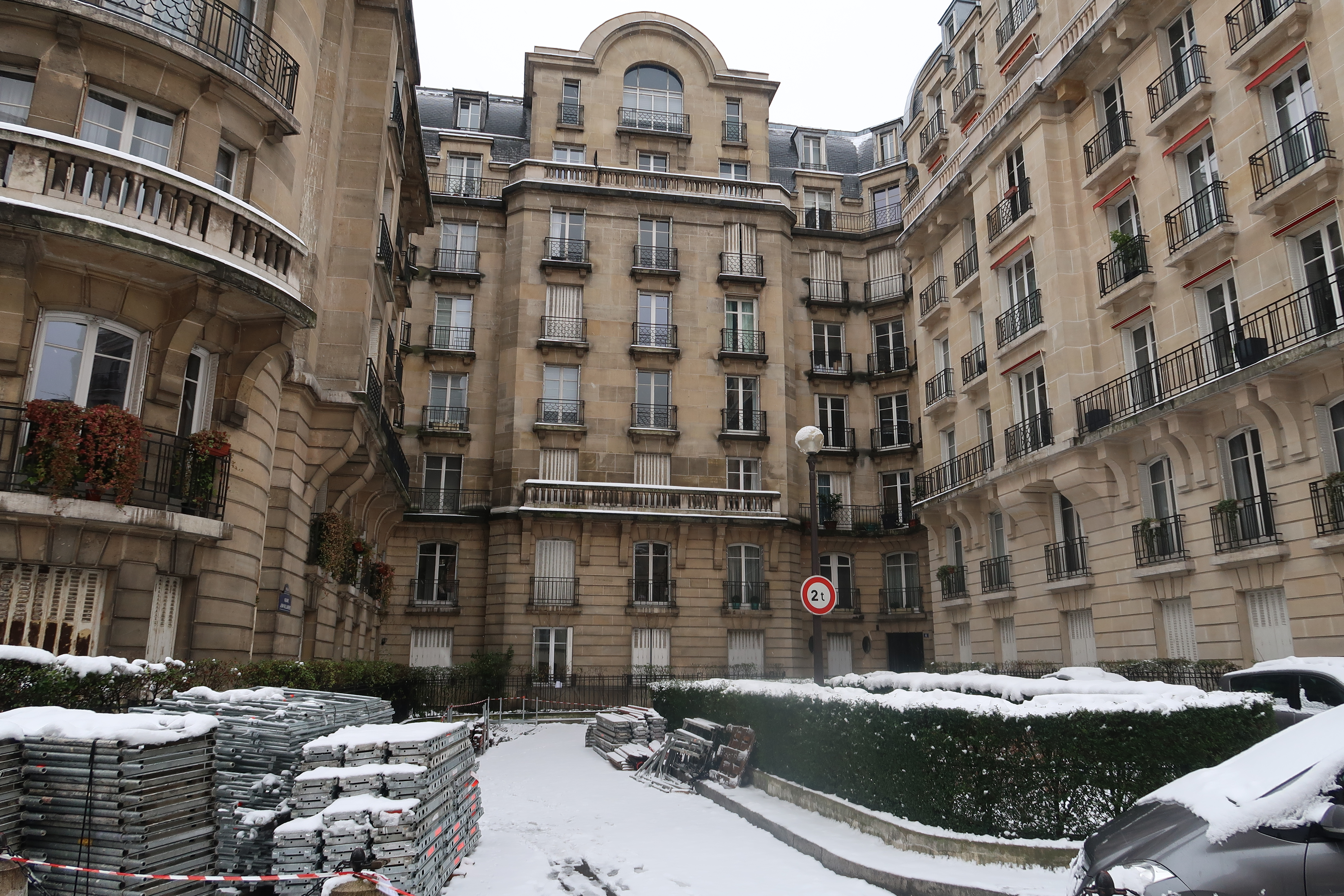
Le square sous la neige.
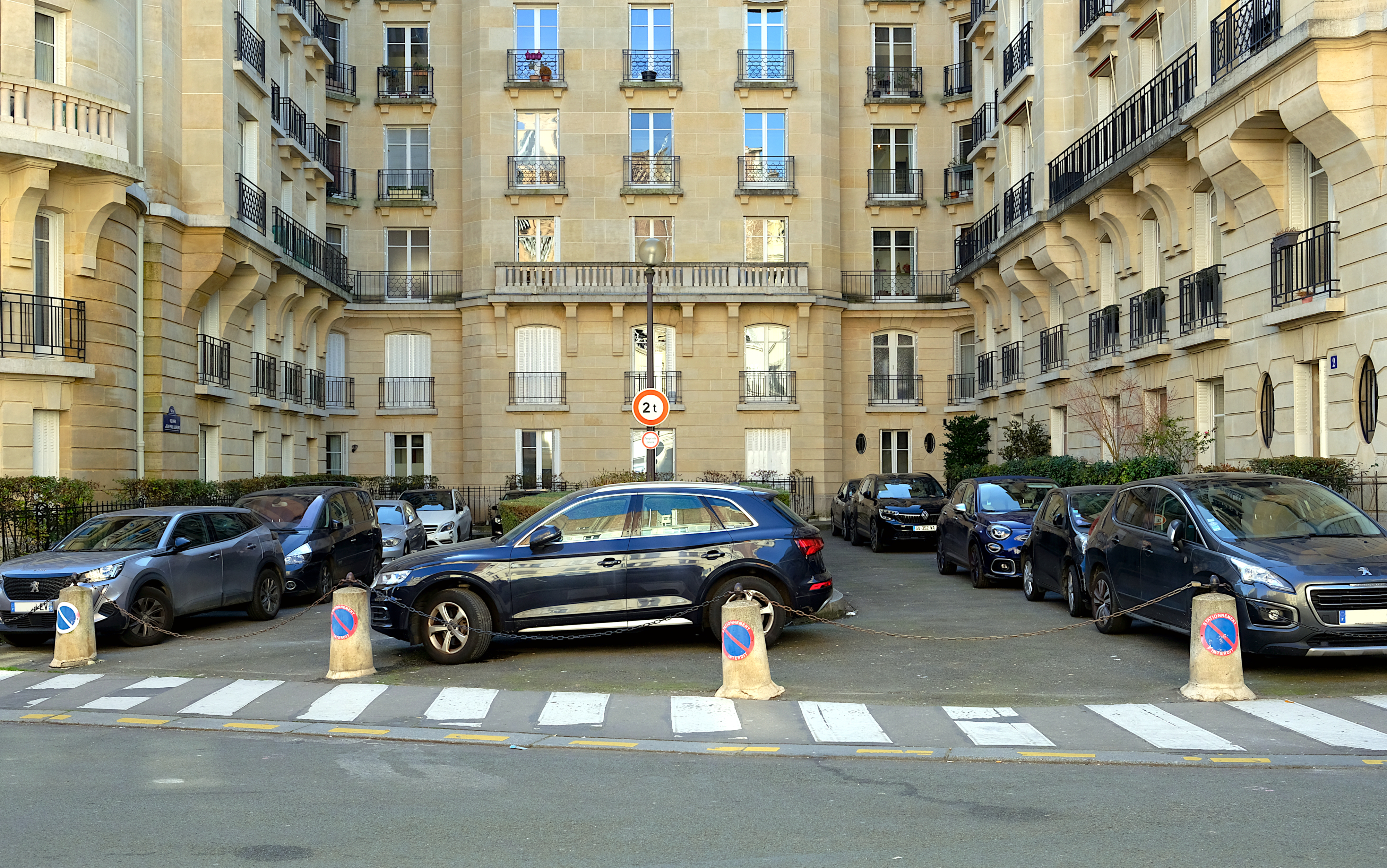
Le square en 2025.

Le quartier est desservi par la ligne 9 à la station Ranelagh.

## Origine du nom

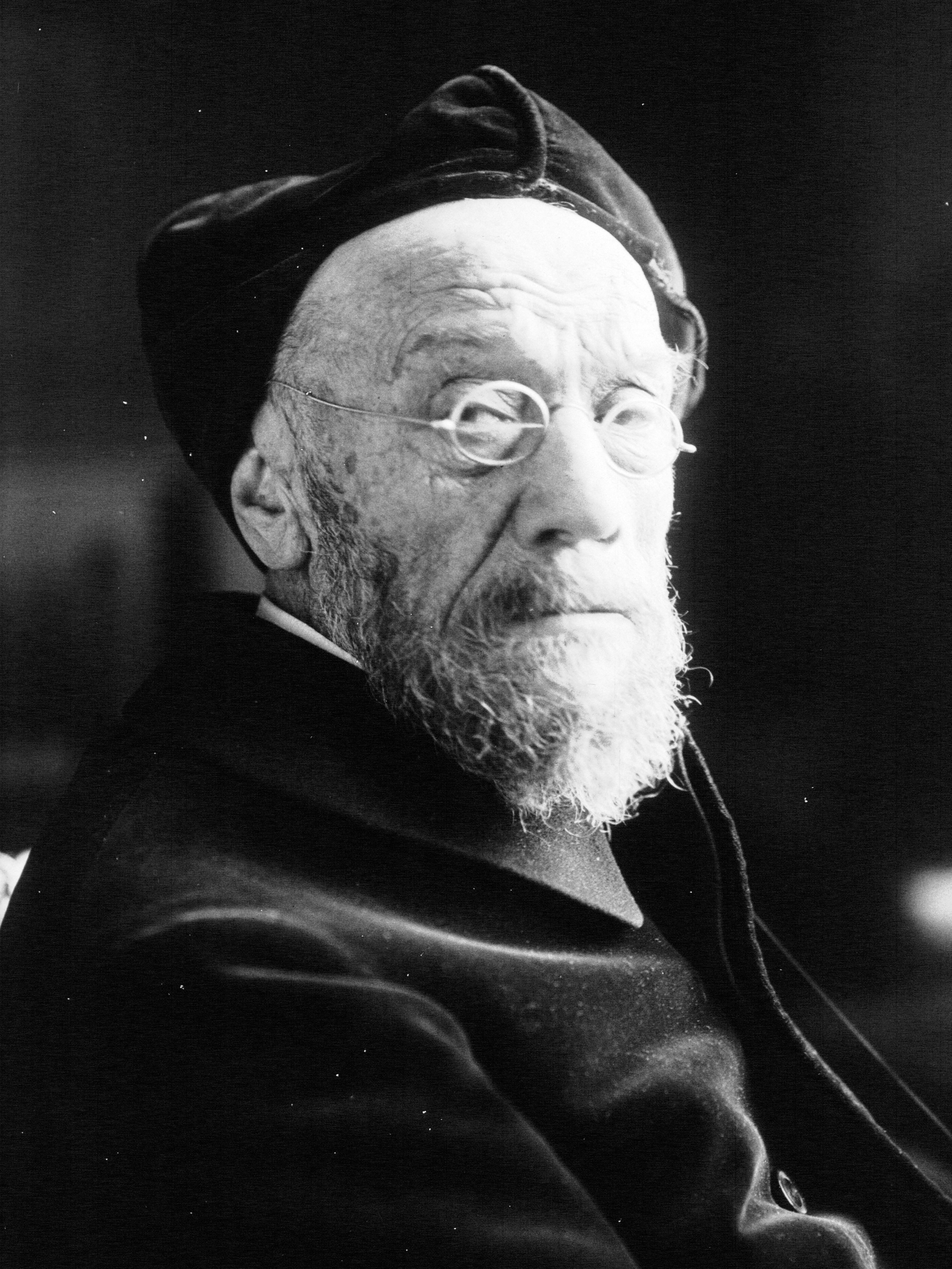
Jean-Paul Laurens en 1914.

Il porte le nom du peintre Jean-Paul Laurens (1838-1921).

## Historique
Cette voie est créée sous sa dénomination actuelle par un arrêté du 13 août 1928 sur les terrains de l'ancien couvent de l'Assomption ; elle est ouverte à la circulation publique par un arrêté du 23 juin 1959.

## Bâtiments remarquables et lieux de mémoire
- No 4 : la joueuse de tennis Suzanne Lenglen y vécut de 1932 à sa mort en 1938, après avoir résidé 17 rue des Perchamps, dans le même arrondissement[1],[2].